# ناتاليا بوتشينسكا
ناتاليا ليوبوميريفنا بوتشينسكا (الأوكرانية: Nataliya Lyubomirivna Buchynska ; ولدت في 28 أبريل 1977) مغنية أوكرانية.
في عامها الأول في الجامعة ، شاركت في العديد من المسابقات الصوتية والمهرجانات الموسيقية، في عام 1995 فازت بالجائزة الأولى في مسابقة "Miss Academy" ، وفي فبراير من ذلك العام احتلت المركز الأول  مهرجان شيرفونا روتا.